# Крсто Булајић
Крсто Булајић (Вилуси, код Никшића, 26. новембар 1920 — 22. август 2009) био је југословенски амбасадор, учесник Народноослободилачке борбе и друштвено-политички радник СФР Југославије.

## Биографија
Рођен је 26. новембра 1920. године у Вилусима код Никшића. Завршио је гимназију.
Народноослободилачком покрету се прикључио 1941. године. Током рата, служио је на разним војним и политичким дужностима.
После рата, радио је у Централном комитету КП Македоније и у Централном комитету КПЈ. Радио је као отправник послова Амбасаде СФРЈ у Москви, начелник одељења у Државном секретаријату иностраних послова, а затим и као амбасадор ФНРЈ у Бурми (1950–1956). Неко је време био функционер у Централном комитету СКЈ (1956—1967) и директор и одговорни уредник листа „Комунист“. Од јула 1967. године био је амбасадор СФРЈ у Јапану.
На Седмом и Осмом конгресу био је биран за члана Централног комитета СКЈ.
Носилац је Партизанске споменице 1941. и већег броја југословенских одликовања.
Умро је 2009. године.